# Parageron erythraeus
Parageron erythraeus is een vliegensoort uit de familie van de wolzwevers (Bombyliidae). De wetenschappelijke naam van de soort is voor het eerst geldig gepubliceerd in 1967 door David J. Greathead als Usia erythraea.